# RhB Ge 4/4 III (641-652)
De Ge 4/4 III is een elektrische locomotief van de Rhätische Bahn (RhB).

## Geschiedenis
Deze locomotieven werden in de jaren 1990 door Schweizerische Lokomotiv- und Maschinenfabrik (SLM) en Asea Brown Boveri (ABB) ontwikkeld en gebouwd voor de Rhätische Bahn (RhB) als Ge 4/4 III, de Transports de la région Morges–Bière–Cossonay (MBC) als Ge 4/4 en de Montreux–Berner Oberland-Bahn (MOB) als Ge 4/4.

## Constructie en techniek
De locomotieven zijn opgebouwd met een lichtstalen frame. De locomotief is voorzien van GTO thyristors gestuurde driefasige asynchrone motoren. De techniek van deze locomotief is afgeleid van de in 1989 ontwikkelde locomotieven voor de Schweizerische Bundesbahnen van het type Re 450.

## Lijst van Ge 4/4 III locomotieven van de Rhätische Bahn
| Nummer | Naam                             | Wapenschild | Ingebruikname       |
| ------ | -------------------------------- | ----------- | ------------------- |
| 641    | Maienfeld                        |             | 7 december 1993     |
| 642    | Breil/Brigels                    |             | 24 januari 1994     |
| 643    | Vals                             |             | 22 februari 1994    |
| 644    | Savognin                         |             | 14 april 1994       |
| 645    | Tujetsch                         |             | 31 mei 1994         |
| 646    | Santa Maria Val Müstair          |             | 27 juni 1994        |
| 647    | Grüsch                           |             | 20 september 1994   |
| 648    | Susch                            |             | 5 november 1994     |
| 649    | Lavin                            |             | 8 december 1994     |
| 650    | Seewis im Prättigau              |             | 7 september 1999    |
| 651    | Fideris                          |             | 28 september 1999   |
| 652    | Vaz/Obervaz Lenzerheide-Valbella |             | 5 november 1999     |
| 653    |                                  |             | ombouw, ex MOB 8003 |

## Treindiensten
De locomotieven worden door de Rhätische Bahn (RhB) samen met onder meer de Bernina-Express Panoramarijtuigen en de Glacier Express Panoramarijtuigen ingezet op het traject:
- Chur – Sankt Moritz / Pontresina
- Chur – Disentis/Mustér

## Foto's

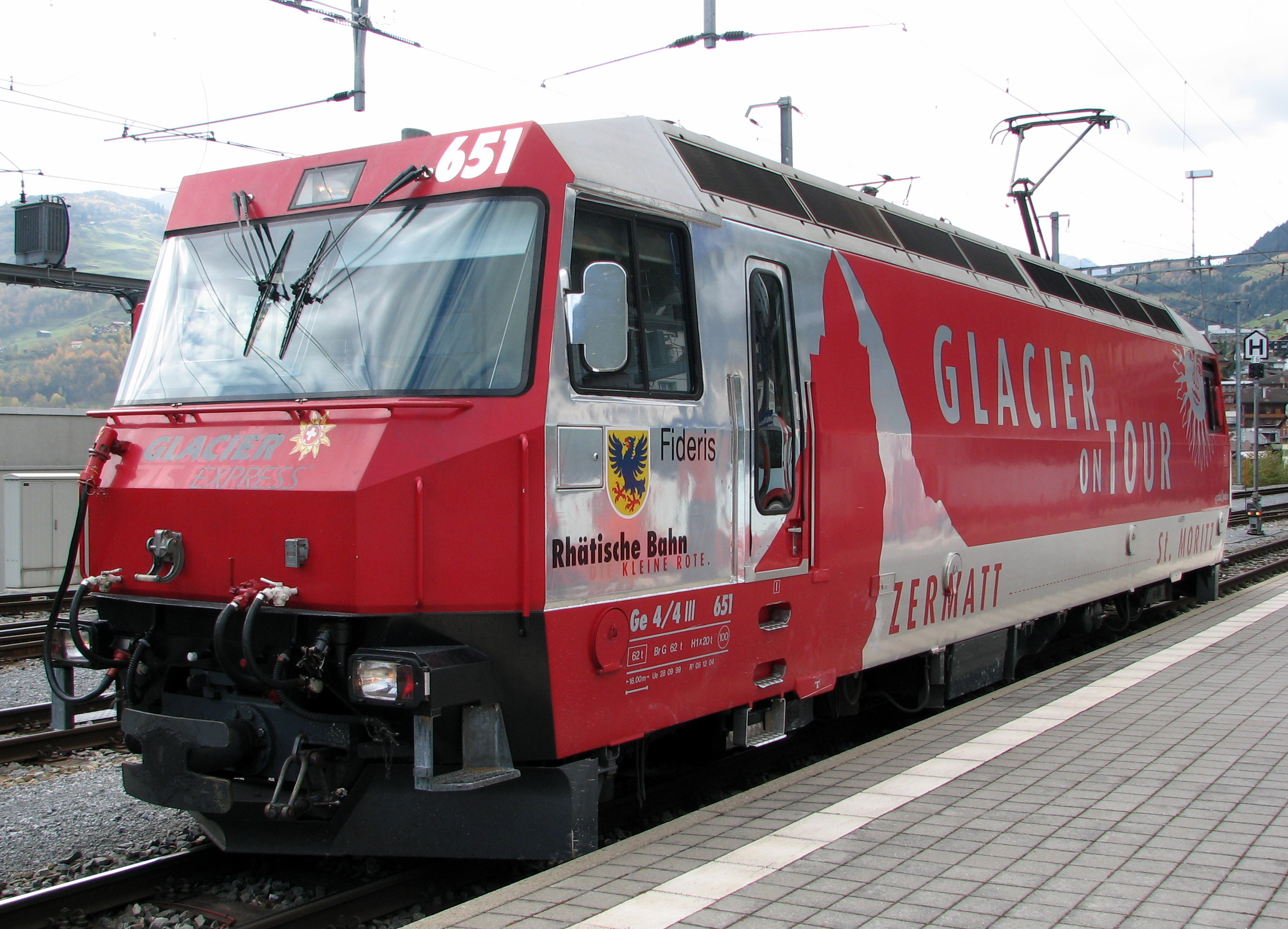
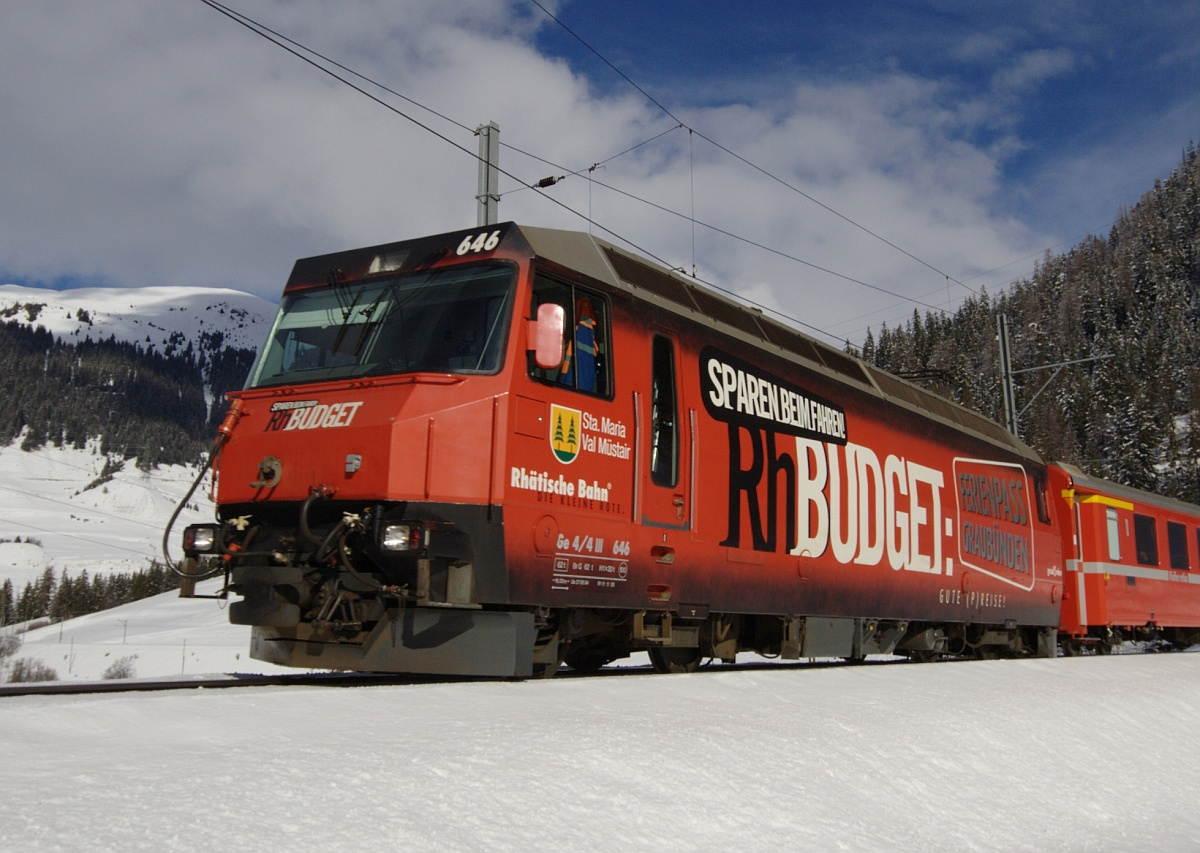
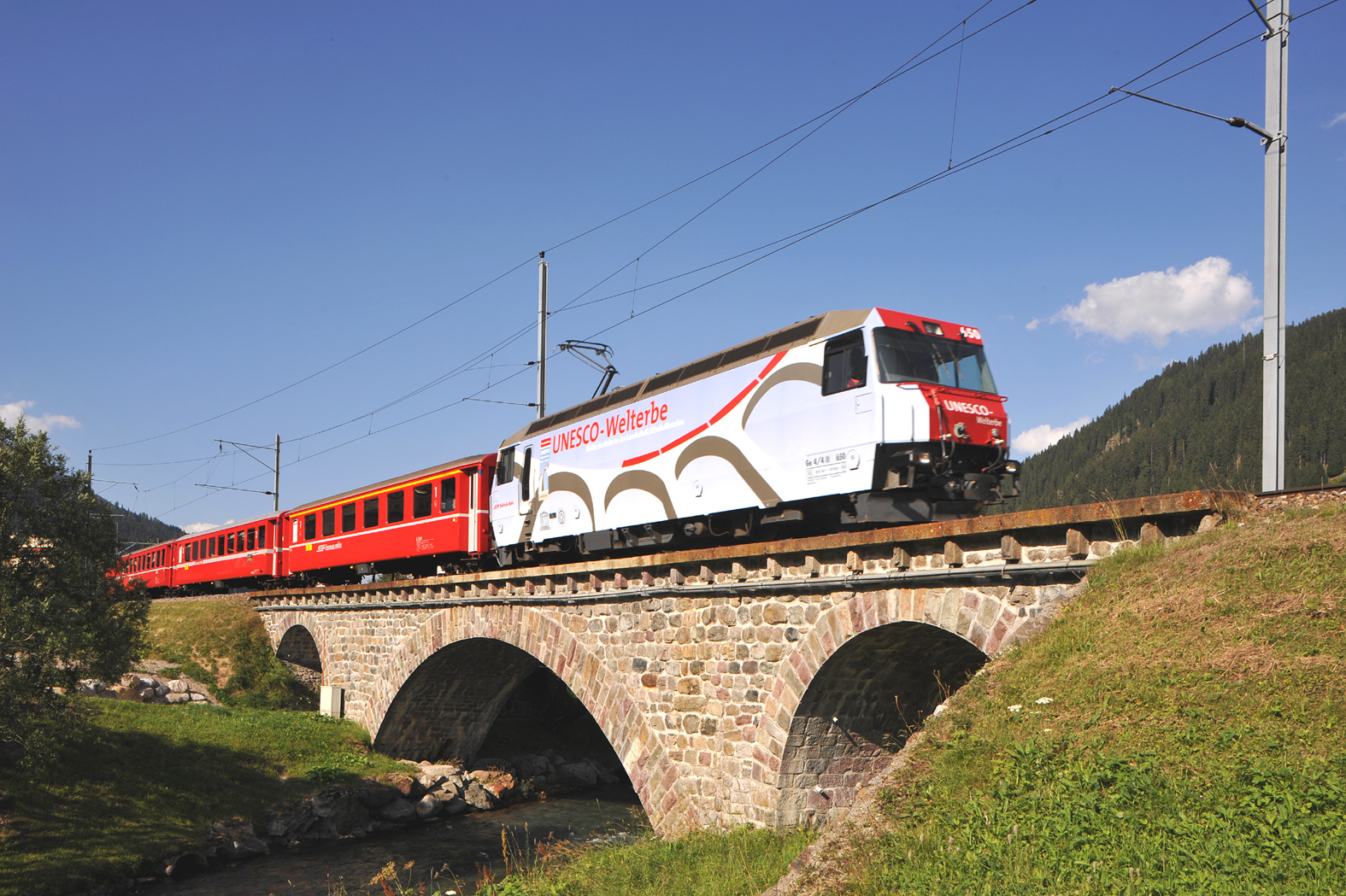
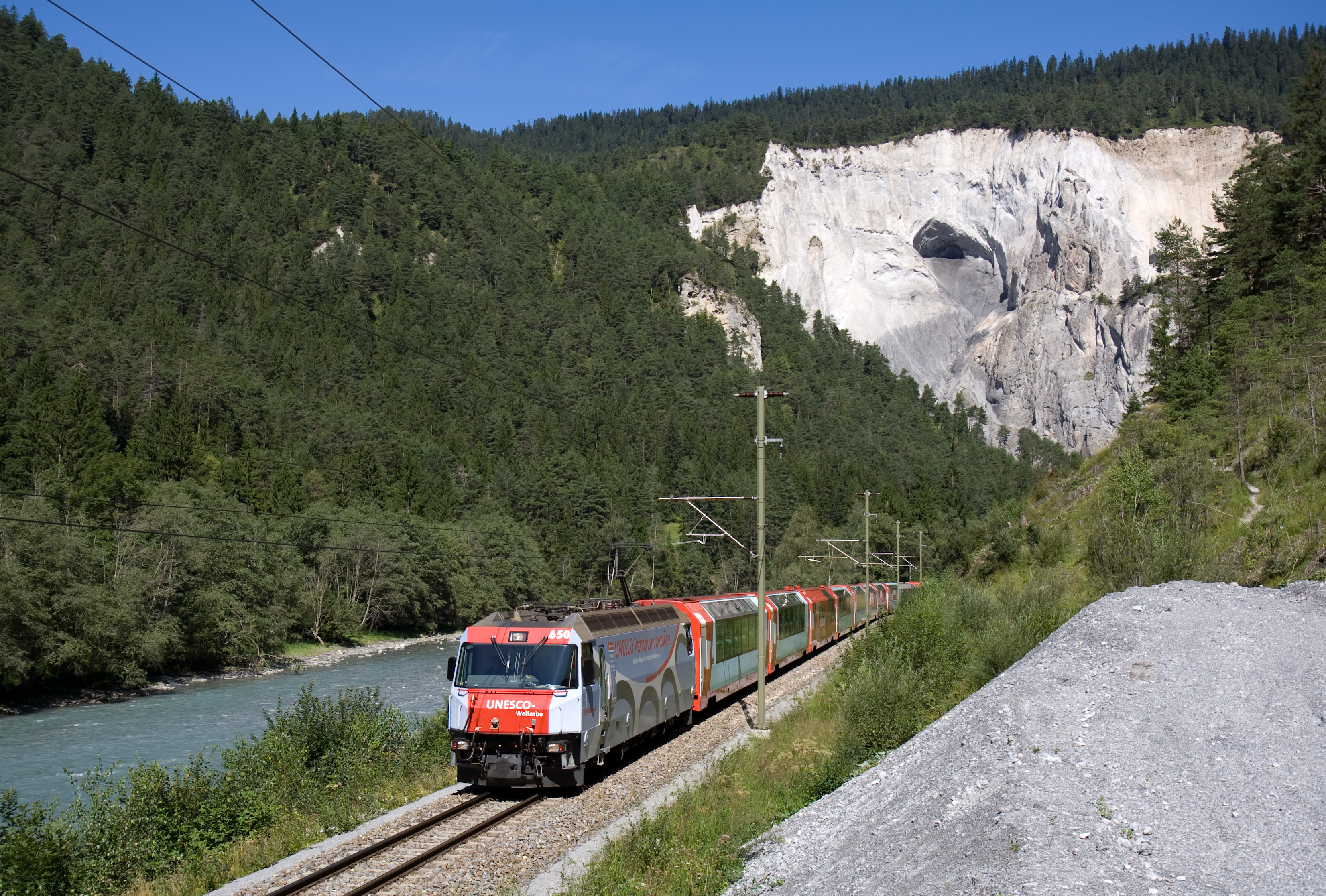
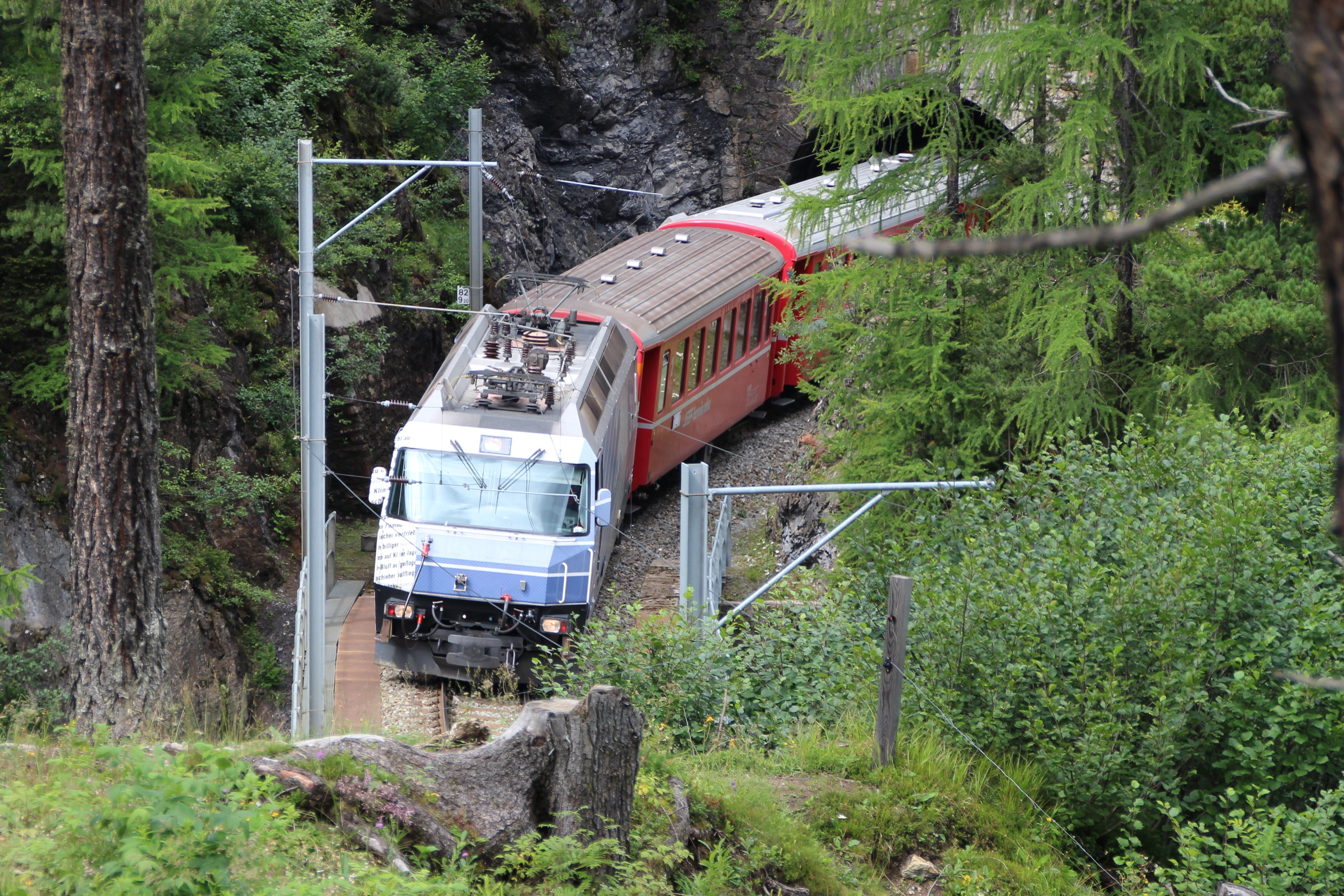